# بوبی نازکا
بوبی نازکا (نام علمی: Sula granti) یک گونه از بوبی‌ها است که در شرق اقیانوس آرام و گالاپاگوس و مناطق طبیعت‌گردی جزیره کلیپرتون یافت شده‌است.

## نگارخانه

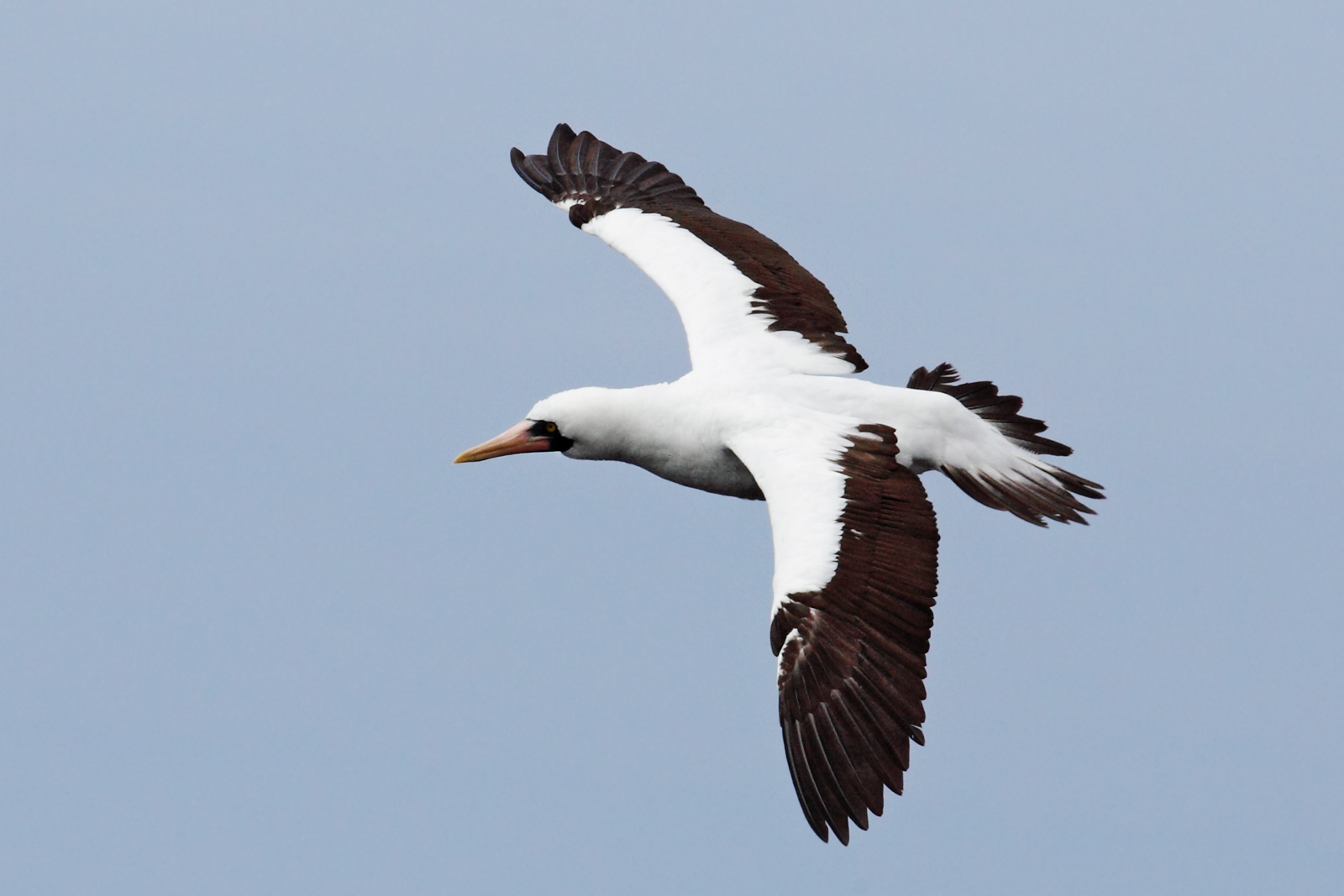
نمای پشت
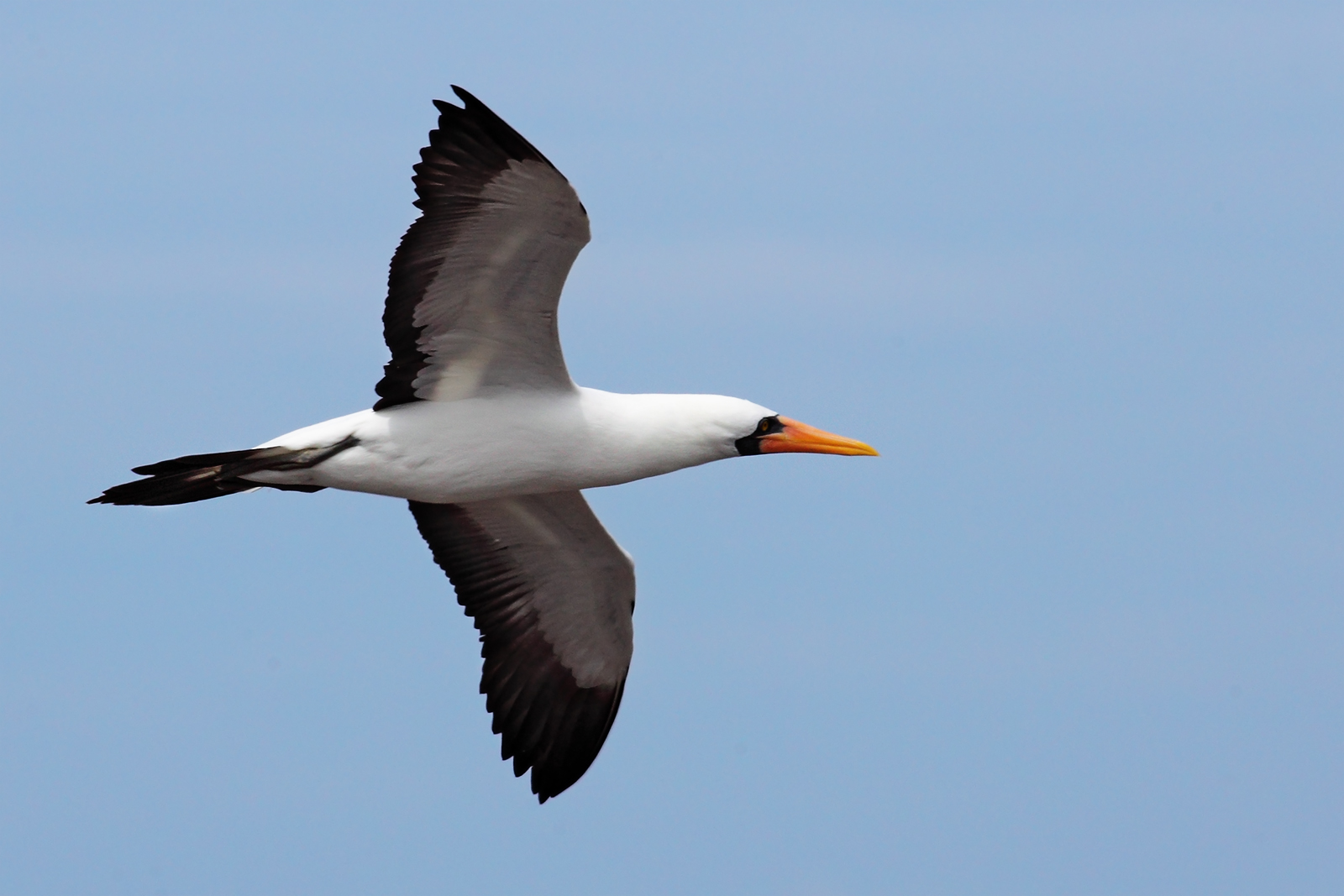
نمای زیر
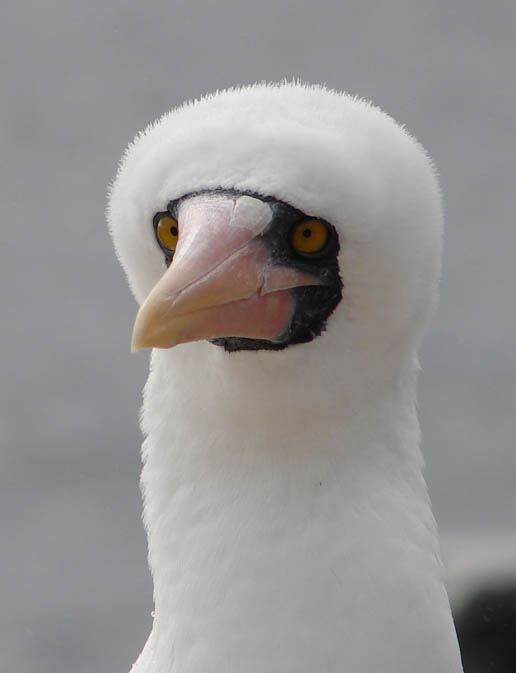
تصویر بوبی نازکا